# Isaiah Jackson (cestista)
Isaiah Ju'mar Jackson (Pontiac, 10 gennaio 2002) è un cestista statunitense, professionista nella NBA con gli Indiana Pacers.

## Carriera
Dopo aver trascorso una stagione con i Kentucky Wildcats, nel 2021 si dichiara eleggibile per il Draft NBA, venendo chiamato con la ventiduesima scelta assoluta dagli Indiana Pacers. L'11 agosto 2021 firma il suo primo contratto professionistico con i Pacers.

## Statistiche

### NCAA
| Anno      | Squadra           | PG | PT | MP   | TC%  | 3P% | TL%  | RP  | AP  | PRP | SP  | PP  |
| --------- | ----------------- | -- | -- | ---- | ---- | --- | ---- | --- | --- | --- | --- | --- |
| 2020-2021 | Kentucky Wildcats | 25 | 18 | 20,8 | 54,0 | 0,0 | 70,0 | 6,6 | 0,7 | 0,8 | 2,6 | 8,4 |
| Carriera  | Carriera          | 25 | 18 | 20,8 | 54,0 | 0,0 | 70,0 | 6,6 | 0,7 | 0,8 | 2,6 | 8,4 |

#### Massimi in carriera
- Massimo di punti: 18 vs Auburn (13 febbraio 2021)[5]
- Massimo di rimbalzi: 15 vs Louisiana State (23 gennaio 2021)
- Massimo di assist: 4 vs Georgia Tech (6 dicembre 2020)
- Massimo di palle rubate: 3 (2 volte)
- Massimo di stoppate: 8 vs Kansas (1º dicembre 2020)
- Massimo di minuti giocati: 34 vs Missouri (3 febbraio 2021)

### NBA

#### Regular season
| Anno      | Squadra        | PG  | PT | MP   | TC%  | 3P%  | TL%  | RP  | AP  | PRP | SP  | PP  |
| --------- | -------------- | --- | -- | ---- | ---- | ---- | ---- | --- | --- | --- | --- | --- |
| 2021-2022 | Indiana Pacers | 36  | 15 | 15,0 | 56,3 | 31,3 | 68,2 | 4,1 | 0,3 | 0,7 | 1,4 | 8,3 |
| 2022-2023 | Indiana Pacers | 63  | 12 | 16,5 | 56,3 | 14,3 | 65,1 | 4,5 | 0,8 | 0,5 | 1,5 | 7,2 |
| 2023-2024 | Indiana Pacers | 59  | 3  | 13,1 | 66,5 | 0,0  | 71,6 | 4,0 | 0,8 | 0,6 | 1,0 | 6,5 |
| 2024-2025 | Indiana Pacers | 5   | 1  | 16,8 | 60,9 | -    | 50,0 | 5,6 | 1,0 | 0,6 | 1,6 | 7,0 |
| Carriera  | Carriera       | 163 | 31 | 15,0 | 59,5 | 20,6 | 67,1 | 4,3 | 0,7 | 0,6 | 1,3 | 7,2 |

#### Play-off
| Anno     | Squadra        | PG | PT | MP   | TC%  | 3P% | TL%  | RP  | AP  | PRP | SP  | PP  |
| -------- | -------------- | -- | -- | ---- | ---- | --- | ---- | --- | --- | --- | --- | --- |
| 2024     | Indiana Pacers | 15 | 0  | 10,3 | 53,5 | -   | 61,1 | 3,2 | 0,5 | 0,2 | 0,9 | 3,8 |
| Carriera | Carriera       | 15 | 0  | 10,3 | 53,5 | -   | 61,1 | 3,2 | 0,5 | 0,2 | 0,9 | 3,8 |

#### Massimi in carriera
- Massimo di punti: 26 vs Los Angeles Clippers (31 gennaio 2022)[6]
- Massimo di rimbalzi: 15 vs Atlanta Hawks (13 marzo 2022)
- Massimo di assist: 4 vs Brooklyn Nets (29 ottobre 2022)
- Massimo di palle rubate: 4 vs Los Angeles Clippers (27 novembre 2022)
- Massimo di stoppate: 7 vs Atlanta Hawks (13 gennaio 2023)
- Massimo di minuti giocati: 32 vs Brooklyn Nets (10 aprile 2022)

### G League
| Anno      | Squadra       | PG | PT | MP   | TC%  | 3P%  | TL%  | RP   | AP  | PRP | SP  | PP   |
| --------- | ------------- | -- | -- | ---- | ---- | ---- | ---- | ---- | --- | --- | --- | ---- |
| 2021-2022 | F.W. Mad Ants | 5  | 4  | 18,2 | 63,5 | 75,0 | 57,1 | 6,2  | 1,0 | 0,2 | 3,4 | 15,8 |
| 2022-2023 | F.W. Mad Ants | 2  | 2  | 30,5 | 51,5 | 40,0 | 75,0 | 10,5 | 2,0 | 0,5 | 2,5 | 20,5 |
| Carriera  | Carriera      | 7  | 6  | 21,7 | 58,8 | 61,5 | 63,6 | 7,4  | 1,3 | 0,3 | 3,1 | 17,1 |